# Revival (album de John Fogerty)
Pour les articles homonymes, voir Revival (homonymie).
Albums de John Fogerty
The Long Road Home
(2005) The Blue Ridge Rangers Rides Again
(2009)
Revival est le septième album studio de l'auteur-compositeur-interprète américain de rock John Fogerty sorti en octobre 2007.
Succès commercial et critique, l'album contient deux chansons, Long Dark Night et I Can't Take It No More, où John Fogerty prend radicalement position contre le président des États-Unis alors en fonction, George W. Bush, et la guerre d'Irak.
Revival occupe la 11e place du classement des meilleurs albums de l'année 2007 selon le magazine Rolling Stone.
Il obtient une nomination pour le Grammy Award du meilleur album rock.
Une édition limitée sort en 2008 avec un DVD bonus. 

## Liste des titres
Écrits et composés par John Fogerty.
| No  | Titre                      | Durée |
| --- | -------------------------- | ----- |
| 1.  | Don't You Wish It Was True | 4:11  |
| 2.  | Gunslinger                 | 3:31  |
| 3.  | Creedence Song             | 3:49  |
| 4.  | Broken Down Cowboy         | 3:51  |
| 5.  | River Is Waiting           | 3:22  |
| 6.  | Long Dark Night            | 3:07  |
| 7.  | Summer of Love             | 3:19  |
| 8.  | Natural Thing              | 4:00  |
| 9.  | It Ain't Right             | 1:49  |
| 10. | I Can't Take It No More    | 1:39  |
| 11. | Somebody Help Me           | 4:27  |
| 12. | Longshot                   | 3:38  |

| 1. | Green River (Live At The Glastonbury Festival, June 23, 2007)       |  |
| 2. | Ramble Tamble (Live At The Glastonbury Festival, June 23, 2007)     |  |
| 3. | Keep On Chooglin' (Live At The Glastonbury Festival, June 23, 2007) |  |
| 4. | Sweet Hitch-Hiker (Live At The Glastonbury Festival, June 23, 2007) |  |
| 5. | Don't You Wish It Was True                                          |  |

## Musiciens
- John Fogerty – chant, guitare
- Hunter Perrin – guitare
- Benmont Tench – orgue Hammond B-3 (sur Natural Thing, River Is Waiting et Somebody Help Me), piano électrique Wurlitzer (sur River Is Waiting et Somebody Help Me)
- David Santos – basse
- Kenny Aronoff – batterie, percussions
- Julia Waters, Maxine Waters, Oren Waters – choristes (sur Don't You Wish It Was True, River Is Waiting et Longshot)

## Classements hebdomadaires
| Classement (2007)                  | Meilleure place |
| ---------------------------------- | --------------- |
| Allemagne (Media Control AG)       | 24              |
| Australie (ARIA)                   | 33              |
| Autriche (Ö3 Austria Top 40)       | 39              |
| Belgique (Flandre Ultratop)        | 31              |
| Belgique (Wallonie Ultratop)       | 60              |
| Danemark (Tracklisten)             | 14              |
| États-Unis (Billboard 200)         | 14              |
| Finlande (Suomen virallinen lista) | 17              |
| France (SNEP)                      | 77              |
| Italie (FIMI)                      | 41              |
| Norvège (VG-lista)                 | 6               |
| Pays-Bas (Mega Album Top 100)      | 22              |
| Royaume-Uni (UK Albums Chart)      | 80              |
| Suède (Sverigetopplistan)          | 5               |
| Suisse (Schweizer Hitparade)       | 45              |